# Pontificia Università Antonianum
La Pontificia Università Antonianum è un'istituzione didattica e scientifica promossa dall'Ordine dei Frati minori francescani, con sede a Roma in Via Merulana.

## Storia
La creazione dell'ateneo fu promossa dall'Ordine dei frati minori e cominciò a delinearsi già nel 1887 grazie all'opera del ministro generale Bernardino dal Vago da Portogruaro, che volle creare uno "studio generale" per l'ordine. Dopo la benedizione di papa Leone XIII della sede edificata al Laterano, il 20 novembre 1890 ebbe inizio il percorso del "Collegium S. Antonii Patavini in Urbe".
Il 17 maggio 1933 papa Pio XI ufficializzò con un decreto l'erezione dell'Athenaeum Antonianum de Urbe disponendo la qualifica a conferire i diplomi di baccellierato, di licenza e di dottorato. Il 14 giugno 1938 lo stesso papa Pio XI concesse il grado di "Ateneo Pontificio" e ne approvò gli statuti il 15 agosto 1938. L'11 gennaio 2005 papa Giovanni Paolo II concesse il grado di "Università Pontificia" e i nuovi statuti furono approvati il 4 ottobre 2008 dalla Congregazione per l'Educazione Cattolica e promulgati il 16 aprile 2009.
Nelle varie aule e corridoi vi sono numerose opere d'arte tra cui spicca un Crocifisso di Pericle Fazzini con la tavola sottostante di Luigi Montanarini raffigurante due momenti della vita di san Francesco d'Assisi, ossia il colloquio con il crocifisso di San Damiano e le stimmate della Verna. 
La festa dell'Università e del Gran Cancelliere si celebra il 16 gennaio, giorno anniversario della proclamazione di sant'Antonio dottore della Chiesa con la lettera apostolica Exulta, Lusitana felix da parte di papa Pio XII, che scelse tale data in memoria dei Protomartiri francescani, la cui testimonianza fu causa della vocazione minoritica del santo patavino.

## Struttura
L'università è articolata in quattro facoltà:
- Diritto canonico
- Filosofia
- Scienze bibliche e archeologia (sede dello Studium Biblicum Franciscanum di Gerusalemme)
- Teologia

### Istituti

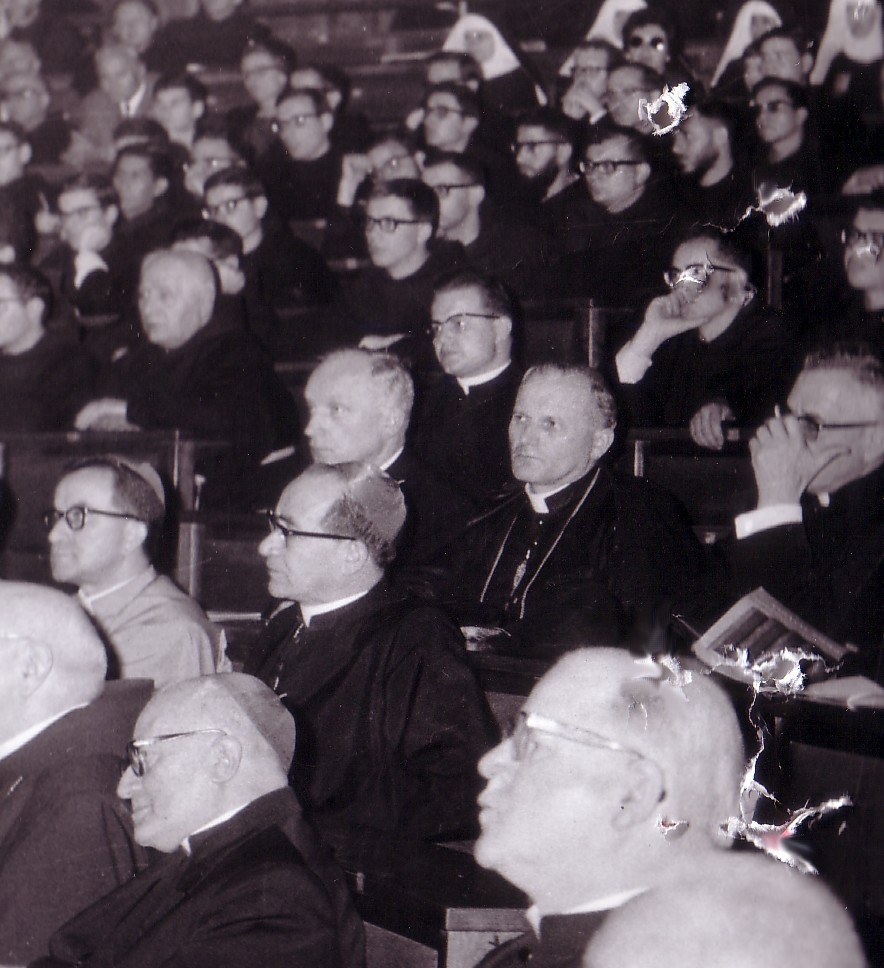
Il cardinale Karol Wojtyła nell'Auditorium dell'Antonianum al Congresso del 1975 della Pontificia accademia mariana internazionale

Dipendono dall'Antonianum anche altri istituti:
- la Scuola Superiore di Studi Medievali e Francescani;
- l'Istituto Superiore di Scienze Religiose "Redemptor Hominis";
- l'Istituto Francescano di Spiritualità;
- l'Istituto di Studi Ecumenici "San Bernardino";
- l'Istituto Teologico della Murcia.

### Biblioteca
La Biblioteca dell'Antonianum, quale biblioteca centrale dell'Ordine dei frati Minori, ha un patrimonio di più di cinquecentomila volumi. La sede attuale, iniziata nella festa di sant'Antonio, ossia il 13 giugno 1947, fu inaugurata il 4 maggio 1957.
Importanti i fondi: Sinica Franciscana; Gino Concetti, Mario Mondello, Pietro Chiminelli, Nello Casalini e Sante Sciubba, su argomenti di attualità e cultura religiosa; Penitenzieri lateranensi, che raccoglie testi del XVII e XVIII secolo; Carlo Balić e Pontificia accademia mariana internazionale; C.I.L. - Centro Italiano di Lullismo.
Vi sono conservati anche 253 manoscritti, di cui circa 60 di epoca medioevale, i restanti moderna, dal XVI al XX secolo; il fondo antico consiste in un centinaio di edizioni del secolo XVI.
Tramite il ministro generale Bonaventura Marrani nel 1928 alla morte di Paul Sabatier furono acquistati dei libri appartenenti alla sua biblioteca.

## Casa editrice
La casa editrice "Edizioni Antonianum" ha quattro collane, ossia:
- Bibliotheca e Bibliotheca-Manualia, che raccolgono opere quali atti, manuali e miscellanee gratulatorie
- Medioevo, promossa dalla Scuola superiore di studi medievali e francescani
- Spicilegium, dedicata alla ricerche condotte dai docenti della Pontificia Università Antonianum
- Studia antoniana, riservata alle dissertazioni dei dottorandi della Pontificia Università Antonianum

## Rivista
La rivista pubblicata dall'università è il trimestrale "Antonianum" fondato nel 1926.
I contributi – scritti in francese, inglese, italiano, latino, spagnolo e tedesco – riguardano diritto canonico, esegesi, filosofia, scienze umane, studi medievali e francescani, storia morale, pastorale, storia della chiesa, spiritualità, teologia, teologia dogmatica.

## Stemma
Al centro vi è un libro, simbolo della sapienza, sormontato dal fuoco della carità; entrambi sono simboli presenti nell'iconografia di Antonio di Padova, dottore della Chiesa, santo a cui è intitolata l'Università. Essi illustrano il motto della medesima università, ossia In doctrina et sanctitate.
A sinistra vi è lo stemma pontificio (senza la tiara sovrastante), ossia le chiavi incrociate - decussate - dalle cui impugnature pendono due cordoni con fiocchi. Le chiavi con i congegni posti in alto, rivolti a destra e a sinistra, sono insegna ufficiale della Santa Sede. I congegni sono in alto, ovvero verso il cielo, e le impugnature in basso, ovvero nelle mani del Vicario di Cristo. Il cordone con fiocchi che unisce le impugnature allude al potere di sciogliere e legare.
A destra vi è lo stemma francescano, ossia la "conformità", in cui appare il braccio di Cristo incrociato con il braccio manicato in marrone di san Francesco, entrambi con le mani mostranti le stimmate, che mostra l'inscindibile patto tra san Francesco e il Salvatore con l'unico chiodo che fissa le due mani per affermare visivamente l'appartenenza della Pontificia Università Antonianum all'Ordine dei frati Minori.
L'insieme è racchiuso da due rami di alloro che rinserrano lo stemma dal basso.

## Gran cancellieri
- Bonaventura Marrani (1927-1933)
- Leonardo Bello (1933-1944)
- Policarp Schmoll (1944-1945)
- Valentin Schaaf (1945-1946)
- Pacifico Perantoni (1947-1952)
- Agostino Sepinski (1952-1965)
- Constantin Koser (1965-1979)
- John Vaughn (1979-1991)
- Hermann Schalück (1991-1997)
- Giacomo Bini (1997-2003)
- José Rodríguez Carballo (2003-2013)
- Michael Anthony Perry (2013-2021)
- Massimo Fusarelli (dal 2021)

## Vice gran cancellieri
- Francesco Bravi (2004-2009)
- Michael Anthony Perry (2009-2013)
- Julio César Bunader (dal 2013)

## Rettori
- Bertrando Kurtscheid (1933-1936)
- Ferdinando Antonelli (1936-1943)
- Adolfo Ledwolorz (1943-1947)
- Carlo Balić (1947-1953)
- Ferdinando Antonelli (1953-1959)
- Damiano Van den Eynde (1959-1966)
- Agostino Amore (1966-1969)
- Roberto Zavalloni (1969-1975)
- Umberto Betti (1975-1978)
- Gerardo Cardaropoli (1978-1984)
- Tommaso Larrañaga (1984-1987)
- Martino Conti (1987-1993)
- José Antonio Merino Abad (1993-1999)
- Marco Nobile (1999-2005)
- Johannes-Baptist Freyer (2005-2011)
- Priamo Etzi (2011-2014)
- Maria Domenica Melone (2014-2019)
- Agustín Hernández Vidales (dal 2020)[9]